# Helmut Reinke

Helmut Reinke

Helmut Reinke (* 23. März 1897 in Pyrehne, Landkreis Landsberg (Warthe); † 26. März 1969 in Goslar) war ein deutscher Politiker (NSDAP).

## Leben und Wirken
Nach dem Besuch der Volksschule absolvierte Reinke eine Schmiedelehre in Genshagen. Von 1916 bis 1917 nahm er am Ersten Weltkrieg teil.
Nach dem Krieg gehörte Reinke dem Freikorps von Lettow-Vorbeck an. Von 1919 bis 1922 arbeitete er für die Ordnungspolizei in Hamburg.
Im September 1923 trat Reinke in die Nationalsozialistische Deutsche Arbeiterpartei (NSDAP) ein. Nach Ende des Verbots der NSDAP trat er zum 1. April 1925 wieder in die Partei ein (Mitgliedsnummer 1.242). In dieser übernahm er zunächst Funktionärsaufgaben als Kreisleiter im Gau Hamburg sowie als landwirtschaftlicher Gaufachberater (Gaufachberater des agrarpolitischen Apparates) im selben Gau. Später wurde er zudem Mitglied der Sturmabteilung (SA) und der Schutzstaffel (SS). Von 1928 bis 1933 gehörte Reinke der Hamburgischen Bürgerschaft an.
Bei der Reichstagswahl vom Juli 1932 zog Reinke erstmals in den Reichstag der Weimarer Republik ein. Er gehörte dem Parlament zunächst vier Monate, bis zum November desselben Jahres, als Vertreter des Wahlkreises 34 (Hamburg) an. Nach seinem Ausscheiden aus dem Parlament bei der Wahl vom November 1932, konnte Reinke anlässlich der Wahl vom März 1933 in den Reichstag zurückkehren, dem er nun ohne Unterbrechung bis zum Ende der NS-Herrschaft im Mai 1945 als Vertreter seines alten Wahlkreises angehörte. Zu den bedeutenden parlamentarischen Ereignissen, an denen er während seiner Abgeordnetenzeit beteiligt war zählte unter anderem die Abstimmung über das – schließlich auch mit Reinkes Stimme verabschiedete – Ermächtigungsgesetz.
Am 1. Juli 1933 wurde Reinke zum Stadtrat in Hamburg ernannt. Im selben Jahr übernahm er den Posten des Hauptabteilungsleiters 1 im Reichsnährstand, den er bis 1935 innehaben sollte. Anschließend fungierte er ein Jahr lang, bis 1936, als Reichskommissar und Sonderbeauftragter des Reichsbauernführers für Landarbeiterfragen. 1936 wurde Reinke Amtsleiter im Reichsamt für Agrarpolitik. Nachdem er bereits als Dozent an der Bauernhochschule in Goslar tätig gewesen war, begann Reinke 1936 Vorlesungen an der Universität Göttingen zu halten. Darüber hinaus gehörte Reinke zeitweise dem Reichsbauernrat an. Außerdem übernahm er, im Rang eines Sturmbannführers der SS, Aufgaben im Stab des Rasse- und Siedlungshauptamtes der SS (Mitgliedsnr. 263.713). Im November 1944 kam er erneut ins Rasse- und Siedlungs-Hauptamt.
Zu den Auszeichnungen die Reinke erhielt, zählen unter anderem der Ehrendegen des Reichsführers SS, das Goldene Parteiabzeichen und der Totenkopfring der SS.

## Schriften
- Der deutsche Landarbeiter, Berlin 1935.